# Списък на българските острови
България има сравнително малки острови, с площ под 10 квадратни километра. Изключение прави остров Белене, чиято площ е 41 км². Островите в река Дунав са два пъти повече от тези в Черно море и значително по-големи по площ. Общо в България има 117 острова с площ над 1,5 декара: 80 речни, 30 морски и 7 езерни.
Следват списъци на островите в страната (главно по воден басейн). Включените острови са групирани и подредени по следния начин:
- общо 64 острова по река Дунав:
  - всичките 46 средни и големи острова (с площ над 0,5 км²) – по азбучен ред,
  - всичките 24 големи острова (с площ над 0,8 км²) – в таблица по площ,
  - 18 малки острова (с площ под 0,5 км²) – по реда им по течението от запад към изток;
- общо 30 острова в Черно море – по площ;
- други острови – най-големите, по площ:
  - 16 речни острова;
  - 7 езерни острова.

След името на острова са посочени допълнителни данни – други имена, разположение, административно-териториална принадлежност, площ, дължина и ширина.

## Дунавски острови

### По азбучен ред
- Айдемир – 0,585 км², област Силистра, община Силистра
- Алеко (Табан) – 2,9 км², област Русе, община Русе и Община Сливо поле
- Батин – 4,2 км², област Русе, община Борово
- Белене (Персин) – 41,1 км², област Плевен, община Белене
- Белица (Щуреца) – 1,5 км², област Плевен, община Белене
- Богдан (Сечан) – област Видин, община Видин
- Борил (Драговей, Бешлии) – 2,1 км², област Плевен, община Долна Митрополия
- Вардим – 4,9 км², област Велико Търново, община Свищов
- Ветрен – 2,8 км², област Силистра, община Силистра
- Гарван (Гаргалъка, Голям гарванов) – 1,1 км², област Силистра, община Силистра
- Голям близнак – област Видин, община Видин
- Голям Бръшлен – 1,4 км², област Силистра, община Тутракан
- Голяма бързина – 3,9 км², област Плевен, община Белене
- Градина – област Плевен, община Никопол
- Граничар – област Силистра, община Тутракан
- Девня – област Силистра, община Силистра
- Добрина (Керкенеза) – 1,1 км², област Видин, община Димово
- Довлек – област Видин, община Димово
- Езика (Масата) – 1,9 км², област Враца, община Оряхово
- Есперанто (Орех) – 1,3 км², област Враца, община Оряхово
- Калимок (Голям Калимок) – 1,5 км², област Силистра, община Тутракан
- Китка – област Плевен, община Белене
- Кича – област Монтана, община Вълчедръм
- Козлодуй – 6,1 км², област Враца, община Козлодуй
- Косуй (Голям Косуй, Голямо Пожарево) – 2,4 км², област Силистра, община Тутракан
- Кошава (Кикинете) – област Видин, община Видин
- Кутово (Гол, Голия) – 1,8 км², област Видин, община Видин
- Лакът – 1,9 км², област Плевен, община Никопол
- Люляк (Лелек, Делидорук) – 3,2 км², област Русе, община Русе
- Магарица – област Плевен, община Белене
- Малък близнак – област Видин, община Видин
- Малък Борил – област Плевен, община Долна Митрополия
- Мълък Бръшлен – област Русе, община Сливо поле
- Малък Вардим – област Велико Търново, община Свищов
- Малък Косуй (Малко Пожарево) – 0,83 км², област Силистра, община Тутракан
- Милка – област Плевен, община Белене
- Мишка – област Русе, община Сливо поле
- Палец – област Плевен, община Никопол
- Предел – област Плевен, община Белене
- Радецки – 1,2 км², област Силистра, община Тутракан
- Сврака – област Враца, община Козлодуй
- Скомен (Скеля) – 1,2 км², област Монтана, община Лом
- Славянин (Малък гарванов) – област Силистра, община Силистра
- Средняк – 1,3 км², област Плевен, община Никопол / Румъния[1]
- Цибрица – област Монтана, община Вълчедръм
- Цибър – 0,9 км², област Монтана, община Вълчедръм

### По големина
| Номер по ред | Наименование   | Площ в км² | Номер по ред | Наименование    | Площ в км² | Номер по ред | Наименование     | Площ в км² |
| 1            | Белене         | 41,1       | 9            | Косуй           | 2,4        | 17           | Есперанто (Орех) | 1,3        |
| 2            | Козлодуй       | 6,1        | 10           | Борил           | 2,1        | 18           | Средняк          | 1,3        |
| 3            | Вардим         | 4,9        | 11           | Езика (Масата)  | 1,9        | 19           | Радецки          | 1,2        |
| 4            | Батин          | 4,2        | 12           | Лакът           | 1,9        | 20           | Скомен           | 1,2        |
| 5            | Голяма бързина | 3,9        | 13           | Кутово          | 1,8        | 21           | Гарван           | 1,1        |
| 6            | Люляк          | 3,2        | 14           | Белица (Щуреца) | 1,5        | 22           | Добрина          | 1,1        |
| 7            | Алеко          | 2,9        | 15           | Калимок         | 1,5        | 23           | Цибър            | 0,9        |
| 8            | Ветрен         | 2,8        | 16           | Голям Бръшлен   | 1,4        | 24           | Малък Косуй      | 0,83       |

### Малки острови
Следват малки острови (някои безименни са с номерата, с които са описани в проекта „Български острови по река Дунав“):
- Кошава (Кикинете),
- Остров 107681486 (Сланотрън),
- Гуджов (Гуджовия),
- Повлек,
- Копаница,
- Лесковец,
- Остров 85406547 (Ерменлик),
- Остров 151540206 (Йоза),
- Китка (Люта),
- Хайдук,
- Дойчов остров,
- Остров 151847416 (Труд),
- Малка Мишка,
- Безименен (Смилски остров, 
Нова Черна),
- Граничар (Важетоария),
- Тутракан[3],
- Чайка (17503893) [4],
- Остров 17503895 (Голяма Чайка) – 0,1 км², община Силистра. [5]

### Бивши острови
- Магарешки – ок. 3500 м х 800 м, бил в България, област Велико Търново, община Свищов, гр. Свищов, днес бряг в Румъния, окръг Телеорман, гр. Зимнич[6]
- Матей – ок. 870 м х 120 м, днес полуостров в област Русе, община Русе, гр. Русе

## Черноморски острови
- Острова (Кан Аспарух) – 1,4-2,5 км², 8 m, област Варна, община Варна. Той е полуморски-полуезерен остров между Черно море, Варненското езеро, Морско-Езерен Канал 1 и Морско-Езерен Канал 2.
- Свети Иван – 0,66-0,667 км², 33-45,3 м област Бургас, община Созопол
- Свети Кирик (Кирик и Юлита) – 0,08-0,083 км², 15 м, област Бургас, община Созопол
- Ченгенескелски (Отманлийски) остров — 0,017-0,03 км², 7 m, област Бургас, община Бургас. Той е полуморски-полуречен остров между Черно море и устието на Отманлийска река.
- Свети Петър – 0,015-0,025 км², 9-10 м, област Бургас, община Созопол
- Света Анастасия (Болшевик) – 0,01-0,022 км², 12-21,9 м, област Бургас, община Бургас
- Змийски остров (Свети Тома) – 0,012-0,017 км², 13-14 м, област Бургас, община Приморско
- Амбелиц – 0,01-0,012 км², 7,8 м, област Бургас, община Царево [7]
- Птичи остров – 0,009-0,01 км², 5-6 м, област Бургас, община Царево
- Среден Агатополис (Среден Ахтополски остров) — 0,007-0,0081 км², 4 m, област Бургас, община Царево
- Ставров остров (Южен Лафински остров) – 0,0057-0,008 км², област Бургас, община Царево. С Малкия Ставров остров, с който са почти залепени е 9,14 dka.
- Източна Резвая (Източна Резовска скала) — 0,0055-0,0073 км², област Бургас, община Царево.
- Северен Агатополис — 0,0058-0,0072 км², област Бургас, община Царево
- Остров Албатрос (до пристана на Лозенец) — 0,006-0,0071 км², област Бургас, община Царево
- Крокодила – 0,057-0,007 км², област Бургас, община Приморско
- Южна (Дълга) Ахтотовска скала — 0,0055-0,0068 км², област Бургас, община Созопол
- Манастиришка скала – 0,0058-0,0065 км², област Бургас, община Царево
- Лигорова скала – 0,0048-0063 км², област Бургас, община Царево
- Гларомитска скала (Гларомити) – 0,0053-0,006 км², област Бургас, община Приморско
- Кастрич — 0,0043-0,0056 км², област Бургас, община Царево
- Свети Стефан — 0,0041-0,0053 км², област Бургас, община Созопол
- Голям Дарданел — 0,0035-0,005 км², област Бургас, община Царево
- Северна Колокита (Колокита) — 0,003-0,0048 км², област Бургас, община Созопол
- Северна Лафинска скала — 0,003-0,0047 км², област Бургас, община Царево
- Бабаески остров (Бабески остров, Бабаевски остров) — 0,0031-0,0046 км², област Бургас, община Царево
- Нанев остров — 0,00315-0,0045 км², област Добрич, община Каварна
- Северен Силистарски остров — 0,0025-0,0043 км², област Бургас, община Царево
- Русалка — 0,0024-0,0041 км², област Добрич, община Каварна
- Северен Верготински остров (Верготи) — 0,0026-0,004 км², област Бургас, община Царево
- Флурушка скала (Флуру) — 0,0023-0,0038 км², област Бургас, община Приморско
- Южна Арапя (Южен Арапийски остров) — 0,0024-0,0036 км², област Бургас, община Царево
- Ашалъшки остров — 0,0023-0,0035 км², област Добрич, община Шабла
- Хондрос — 0,00175-0,0033 км², област Бургас, община Царево
- Скомболиорошка скала (Скомболиорош) — 0,0018-0,0031 км², област Бургас, община Приморско
- Северна Манастиришка скала — 0,00186-0,003 км², област Бургас, община Царево
- Кастро (Източен Кастро) — 0,00175-0,0027 км², област Бургас, община Царево
- Ахтополски остров — 0,0019-0,0025 км², област Бургас, община Царево
- Западен остров Кастро — 0,0017-0,0023 км², област Бургас, община Царево
- Йероди (Айроди, Ироди) — 0,0017-0,0021 км², област Бургас, община Царево
- Южен Дарданел — 0,0016-0,002 км², област Бургас, община Царево
- Централна Манастиришка скала — 0,0014-0,0019 км² (1,1-1,9 dka), област Бургас, община Царево
- Северната Разделена канара (Разделената канара) — 0,00153-0,0018 км², област Бургас, община Царево
- Северозападен Свети-Иванов остров — 0,00174 км², област Бургас, община Созопол
- Южна Манастиришка скала — 0,00156-0,0017 км², област Бургас, община Царево
- Делишменов остров — 0,00151-0,00168 км², област Бургас, община Царево
- Дългата Резовска скала — 0,00146-0,00165 км², област Бургас, община Царево
- Голям (Източен) Каменен кораб — 0,00143-0,00164 км², област Бургас, община Царево
- Западна Лафинска скала — 0,00163 км², област Бургас, община Царево
- Южен Силистарски остров — 0,00135-0,0016 км², област Бургас, община Царево
- Източен Каламишки остров (Каламици) — 0,00125-0,00156 км², област Бургас, община Приморско
- Дълга Селмиотска скала — 0,00123-0,00153 км², област Бургас, община Царево
- Слънчевия остров — 0,00125-0,00151 км², област Бургас, община Созопол
- Жгурели — 0,00123-0,0015 км² (1,23-1,5 dka), област Бургас, община Царево
- Янов остров (Свети Яни) — 0,00115-0,00148 км², област Бургас, община Царево
- Коралов риф — 0,0008-0,00147 км², област Бургас, община Царево
- Листис — 0,0012-0,00146 км², област Бургас, община Царево
- Северна Мальовична (Мальовнишка) скала — 0,00118-0,00145 км², област Бургас, община Царево
- Средната Лафинска скала — 0,00117-0,00144 км², област Бургас, община Царево
- Западен Амбелиц — 0,00115-0,00143 км², област Бургас, община Царево
- Средна (Централна) Резовска скала — 0,00115-0,00142 км², област Бургас, община Царево
- Северна Резовска скала — 0,00115-0,00141 км², област Бургас, община Царево
- Масления остров (Маслен остров) — 0,0011-0,0014 км², област Бургас, община Приморско
- Ропотамовия остров — 0,0011-0,00138 км², област Бургас, община Приморско
- Западна Резовска скала — 0,00114-0,00137 км², област Бургас, община Царево
- Голяма Монопетра — 0,00115-0,00136 км², област Бургас, община Созопол
- Кондрус — 0,00112-0,00135 км², област Бургас, община Приморско
- Мидения остров — 0,0011-0,00134 км², област Бургас, община Царево

## Други речни острови
- Безименен (Каргона) – ок. 5900 м х 2500 м, р. Тунджа, област Ямбол, община Ямбол, гр. Ямбол[8]
- Безименен (Брусен) – ок. 2440 м х 470 м, р. Искър, област Враца, община Мездра, гр. Мездра[9]
- Свобода – ок. 1750 м х 310 м, р. Марица, област Пазарджик, община Пазарджик, гр. Пазарджик
- Безименен (Гебран) – ок. 1490 м х 290 м, р. Марица, област Хасково, община Свиленград, гр. Свиленград
- Безименен (Къзълджиктърла) – ок. 1240 м х 300 м, р. Марица, област Хасково, община Харманли, гр. Харманли
- безименен – ок. 1220 м х 280 м, р. Марица, област Пловдив, община Садово, с. Поповица
- безименен – ок. 750 м х 400 м, р. Марица, област Пловдив, община Първомай, с. Виница
- безименен – ок. 1790 м х 150 м, р. Марица, област Пловдив, община Стамболийски, гр. Стамболийски
- Адата – ок. 865 м х 265 м, р. Марица, област Пловдив, община Пловдив, гр. Пловдив
- безименен – ок. 1350 м х 140 м, р. Арда, област Хасково, община Ивайловград, с. Славеево и Гърция
- безименен – ок. 580 м х 310 м, р. Искър, област Плевен, община Червен бряг, с. Глава
- безименен – ок. 830 м х 200 м, р. Струма, област Благоевград, община Банско, с. Тополница
- безименен – ок. 1000 м х 140 м, р. Струма, област Кюстендил, община Кочериново, с. Крумово
- безименен – ок. 680 м х 190 м, р. Искър, област Плевен, община Червен бряг, гр. Койнаре
- Духарски – ок. 550 м х 160 м, р. Струма, област Благоевград, община Симитли, гр. Симитли
- безименен – ок. 760 м х 100 м, р. Места, област Благоевград, община Банско, гр. Добринище

## Езерни острови
- Острова (Аспарухово) – 3000 м х 900 м, ок. 2.5 км², канал Варненско езеро – Черно море, област Варна, община Варна, гр. Варна[10]
- Остров на муфлоните – 790 м х 650 м, яз. „Студен кладенец“, област Кърджали, община Кърджали, с. Гняздово
- Голям остров – 990 м х 390 м, яз. „Голям Беглик“, област Пазарджик, община Батак
- безименен – 580 м х 330 м, яз. „Тича“, област Шумен, община Върбица
- Малък остров – 360 м х 220 м, яз. „Голям Беглик“, област Пазарджик, община Батак
- Острова – 295 м х 150 м, яз. „Батак“, област Пазарджик, община Батак